# Pierre Étienne de Perier
Pierre Étienne de Perier, francoski general, veliki častnik Legije časti, direktor revije, * 1893, Langhouat, Francoska Alžirija, † 1968, Pariz, Francija.
Nekdanji študent École spéciale militaire de Saint-Cyr, razred Montmirail (1912-1914), je leta 1940 postal načelnik štaba generala Maxime Weygand.
Leta 1941 je bilo treba afriško vojsko pripraviti za vstop na bojišče. V ta namen je bilo treba dopolniti svoje enote, oblikovati varnostne formacije, ki bi nadomestile garnizije, in obnoviti njihove vzdrževalne službe. Te cilje je bilo mogoče doseči le z mobilizacijo, za katero se je odločil polkovnik de Perier.
Predsedoval je reviji Revue économique française, ko je bila leta 1952 ponovno izdana pod imenom Société de Géographie commerciale. Na njem so bile predstavljene najnovejše informacije o najpomembnejših gospodarskih vprašanjih, pri čemer je bil še vedno posebej osredotočen na čezmorska vprašanja.